# Tereza Kesovija

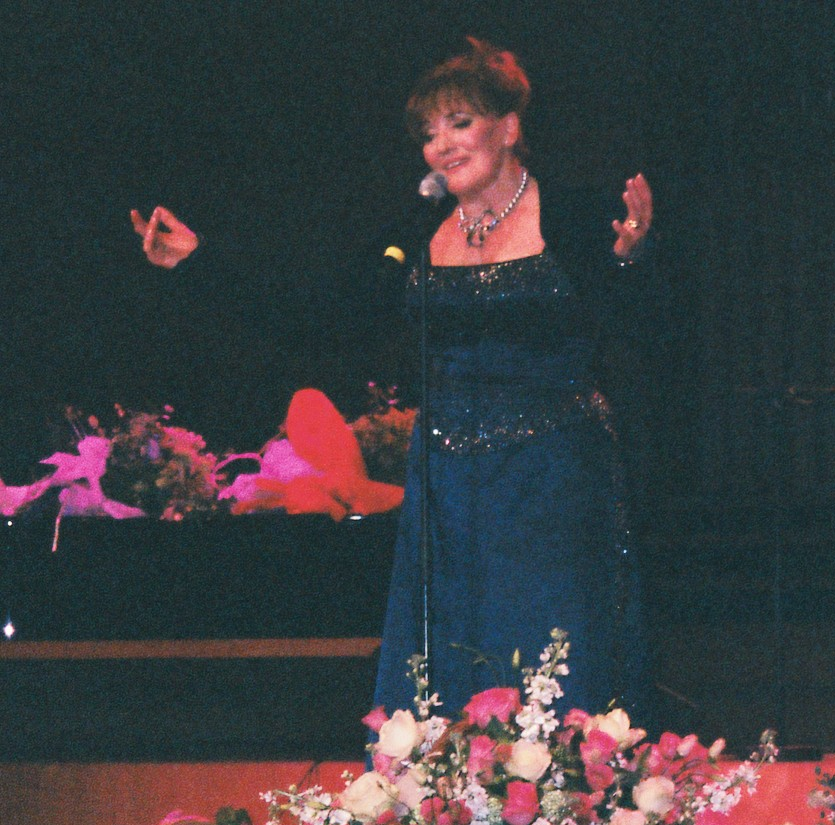
Tereza Kesovija (2009)

Tereza Ana Kesovija (* 3. Oktober 1938 in Dubrovnik, damals Königreich Jugoslawien) ist eine kroatische Sängerin.

## Leben und Wirken
Sie studierte Flöte in Zagreb. 1965 zog sie nach Frankreich.
Bekannt wurde sie als monegassische Teilnehmerin beim Eurovision Song Contest 1966. Mit ihrem Lied Bien plus fort wurde sie Siebzehnte.
1967 hatte sie international mit ihrer Interpretation von Maurice Jarre Chanson de Lara (kroatisch: Larina pjesma) einen großen Erfolg.
1972 vertrat sie Jugoslawien beim Eurovision Song Contest. Mit ihrem Lied Muzika i ti wurde sie Neunte (der Text stammt von Nikica Kalogjera, Komponist ist Ivica Krajač).